# 茨城県道213号長高野北条線

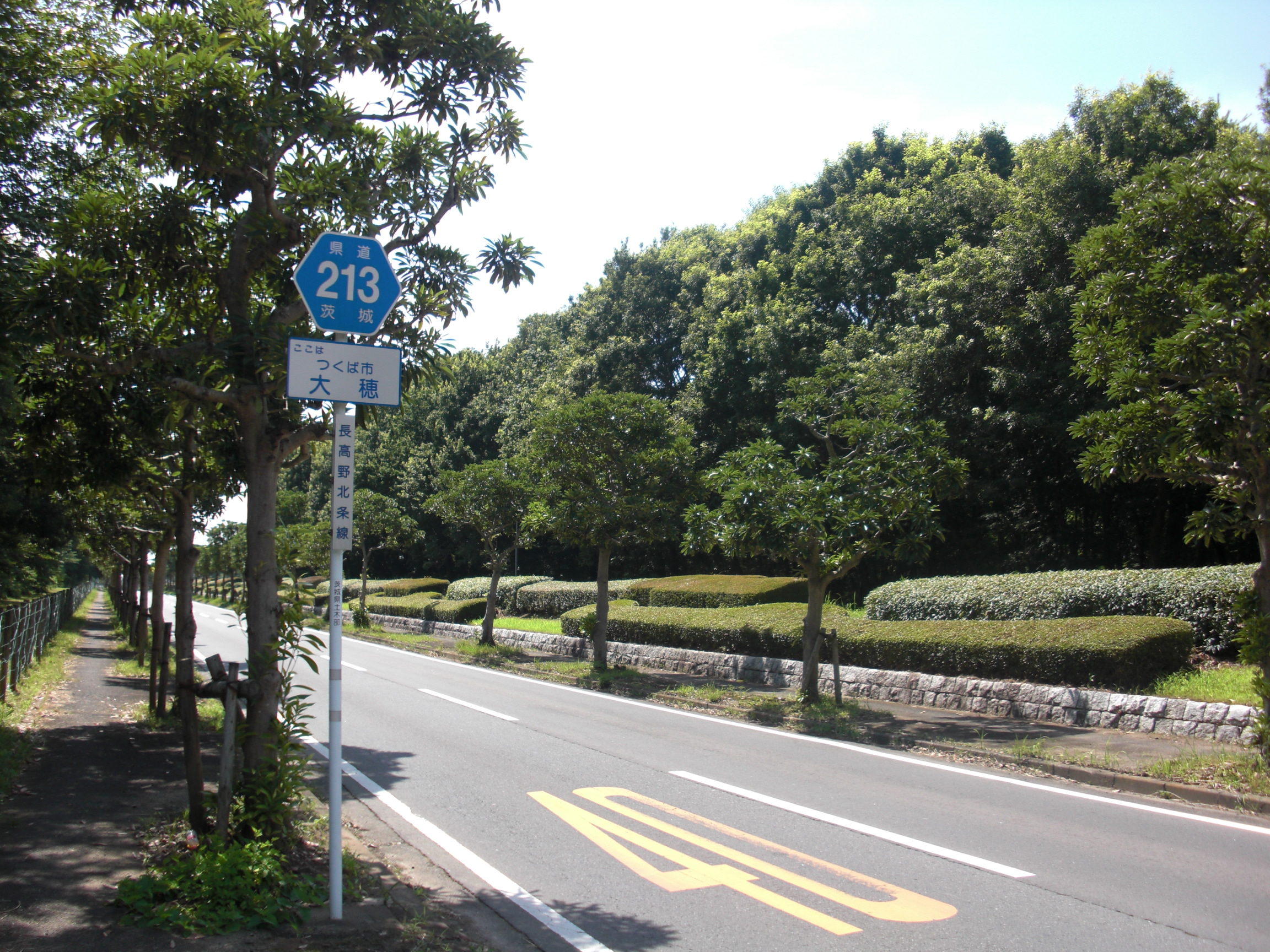
沿線風景（つくば市大穂付近）

茨城県道213号長高野北条線（いばらきけんどう213ごう おさごうやほうじょうせん）は、茨城県つくば市長高野から同市北条に至る一般県道である。

## 概要
- 起点：茨城県つくば市長高野（茨城県道53号つくば千代田線交点）[1]
- 終点：茨城県つくば市北条5211番（国道125号交点）[注釈 1]
- 総延長：7.929 km[3]
- 重用延長：1.968 km[3]
- 未供用延長：なし[3]
- 実延長：5.961 km[3]
- 自動車交通不能区間延長[注釈 2]：なし[3]

## 歴史
1959年（昭和34年）10月14日、新たな県道として筑波郡大穂町大字長高野を起点とし、筑波郡筑波町を終点とする区間を本路線とする県道長高野北条線として茨城県が県道路線認定した。
1995年（平成7年）に整理番号213となり現在に至る。

### 年表

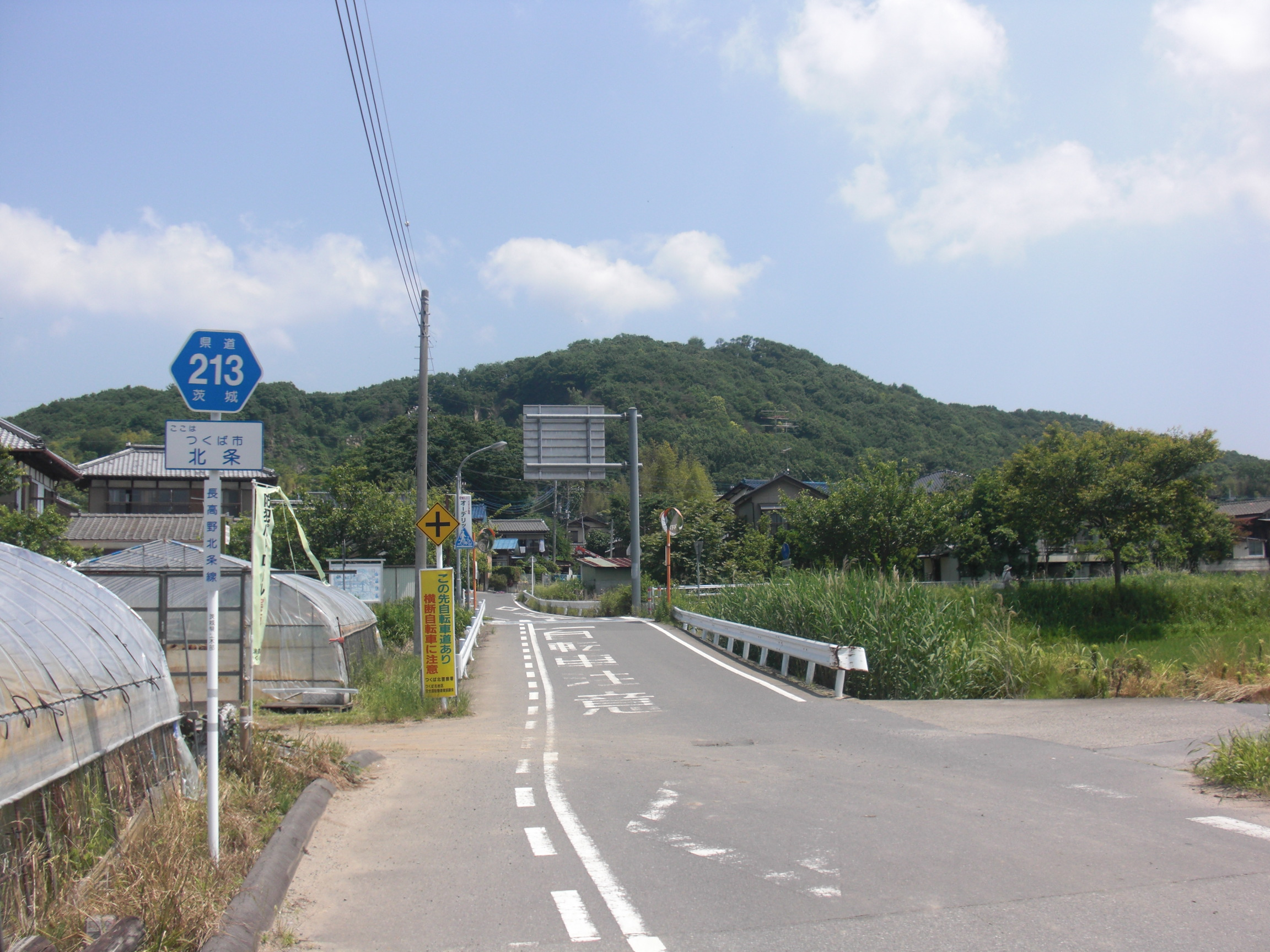
つくば市北条の終点付近。この写真では、国道125号と県道138号石岡つくば線間の道路に県道213号の案内標識が建っているが、実際にはこの区間の県道指定は、昭和46年9月の道路の区域変更と道路の供用廃止の告示で県道の指定から外されている。

- 1920年（大正12年）4月1日：現在の路線の前身である吉沼北条線が路線認定される。[4]
- 1959年（昭和34年）10月14日
  - 県道長高野筑波線として路線認定される[5]。
  - 道路の区域は、筑波郡大穂町大字長高野の県道宗道筑波線（現在の県道つくば千代田線にあたる）分岐から筑波郡筑波町大字北条の二級国道佐原熊谷線（旧道国道125号、現在は県道石岡つくば線にあたる）交点までと決定される[1]。
- 1971年（昭和46年）9月30日：筑波郡筑波町大字北条市街地を通る国道125号旧道の移管に伴い、終点側の延長252 mを短縮し、終点を同国道の旧道ルート交点[注釈 3]から現在の国道125号交点に変更[2]。
- 1975年（昭和50年）9月1日：研究学園都市建設に伴い、筑波郡大穂町大字前野 - 同郡筑波町大字山木（クリーンセンター入口）の新道（2.86 km、学園東大通り区間）を供用開始[6]。
- 1982年（昭和57年）1月25日：桜川に架かる泉山橋を架け換え供用開始[7]。
- 1994年（平成6年）7月7日：つくば市大字泉 - 大字小泉の狭隘な現道のバイパス（約0.9 km）が開通[8]。
- 1995年（平成7年）3月30日：路線名と整理番号が、長高野筑波線（整理番号285）から現在の長高野北条線（整理番号213）に変更される[9]。

## 路線状況

### 重複区間
- 国道408号（つくば市大穂 - つくば市山木：約2.0km）

### 道路施設
- 泉山橋（桜川、つくば市泉 - 山木）

## 地理

### 通過する自治体
- つくば市

### 交差する道路
- 国道408号（重複、つくば市大穂 - つくば市山木）
- 国道125号（つくば市北条）

### 沿線
- 高エネルギー加速器研究機構（つくば市大曽根）
- つくば市立大穂中学校（つくば市篠崎）
- つくば市立前野小学校（つくば市前野）